# Coleophora valesianella
Coleophora valesianella là một loài bướm đêm thuộc họ Coleophoridae. Nó được tìm thấy ở châu Âu phía nam line running from Pháp to Áo và România. Nó cũng được tìm thấy ở Cộng hòa Síp.
Ấu trùng ăn Astragalus aristatus, Astragalus monspessulanus and Hippocrepis species.